# Корнарос, Вицендзос
Вице́ндзос Корна́рос (греч. Βιτσέντζος Κορνάρος) или Вике́ндиос Корна́рос (греч. Βικέντιος Κορνάρος), также Винче́нцо Корна́ро (итал. Vincenzo Cornaro) (1553—1613/1614) — критский писатель эпохи Возрождения в Греции; автор поэмы «Эротокритос», один из ведущих представителей Критской школы.

## Биографические сведения
О жизни Вицендзоса Корнароса известно немного. Исследователи опираются преимущественно на данные, которые о себе оставил сам Корнарос в последних строфах «Эротокритоса». Считается, что он родился в 1553 в зажиточной семье в Трапезонде, ныне входящем в состав современного муниципалитета Сития, ном Ласитион. В Трапезонде Корнарос жил примерно до 1590 года, затем он переехал в Кандию (ныне Ираклион), где женился на Мариетте Дзено. Супруги имели двух общих дочерей, Елену и Екатерину.
В 1591 Корнарос стал управляющим, а во время вспышки чумы с 1591 по 1593 годы он работал в качестве санитарного инспектора. Он проявлял большой интерес к литературе и был членом литературной группы под названием Accademia degli Stravaganti (Академия удивительного), которая была основана его братом и писателем Андреасом Корнаросом.
Умер Вицендзос Корнарос в Кандии в 1613 (или 1614) году. Похоронен в церкви Святого Франциска. Причина смерти остается неизвестной.

## Основные произведения
Раннее произведение Корнароса — драма «Жертва Авраама», прототипом которой послужила пьеса итальянского писателя Луиджи Крото под названием «Исаак».
Свою поэму «Эротокритос» Корнарос написал около 1640 года живым народным языком. Позднее в XIX веке «Эротокритос» служил источником вдохновения для Дионисиоса Соломоса и оказал значительное влияние на таких греческих поэтов, как Костис Паламас, Костас Кристаллис, Йоргос Сеферис.

## Память
- Имя Вицендзоса Корнароса носит одна из площадей Ираклиона[3], на которой к тому же установлен памятник главным героям поэмы Эротокритосу и Аретусе[4].
- Именем Корнароса назван паром компании Lane Line[5], что построен в 1976[6]. Он соединяет греческие острова Китира и Андикитира с островом Крит, Пелопоннес и портом Пирей.